# Bregovi (Bośnia i Hercegowina)
Bregovi (cyr. Брегови) – wieś w Bośni i Hercegowinie, w Republice Serbskiej, w gminie Kneževo. W 2013 roku liczyła 105 mieszkańców.